# Pandemia de COVID-19 en Ayacucho
La pandemia de COVID-19 en Ayacucho, originada por el virus SARS-CoV-2, tuvo su primer caso documentado el 29 de marzo de 2020. El brote se extendió a todo el departamento hacia el 1 de junio, cuando la provincia de Huanca Sancos fue la última en declarar tener presencia de infectados.
Hasta el 20 de julio de 2023, se registraron 55 901 casos y un saldo total de 2426 personas fallecidas.

## Cronología

### 2020: Brote inicial, crecimiento exponencial y primera ola
Casos sospechosos

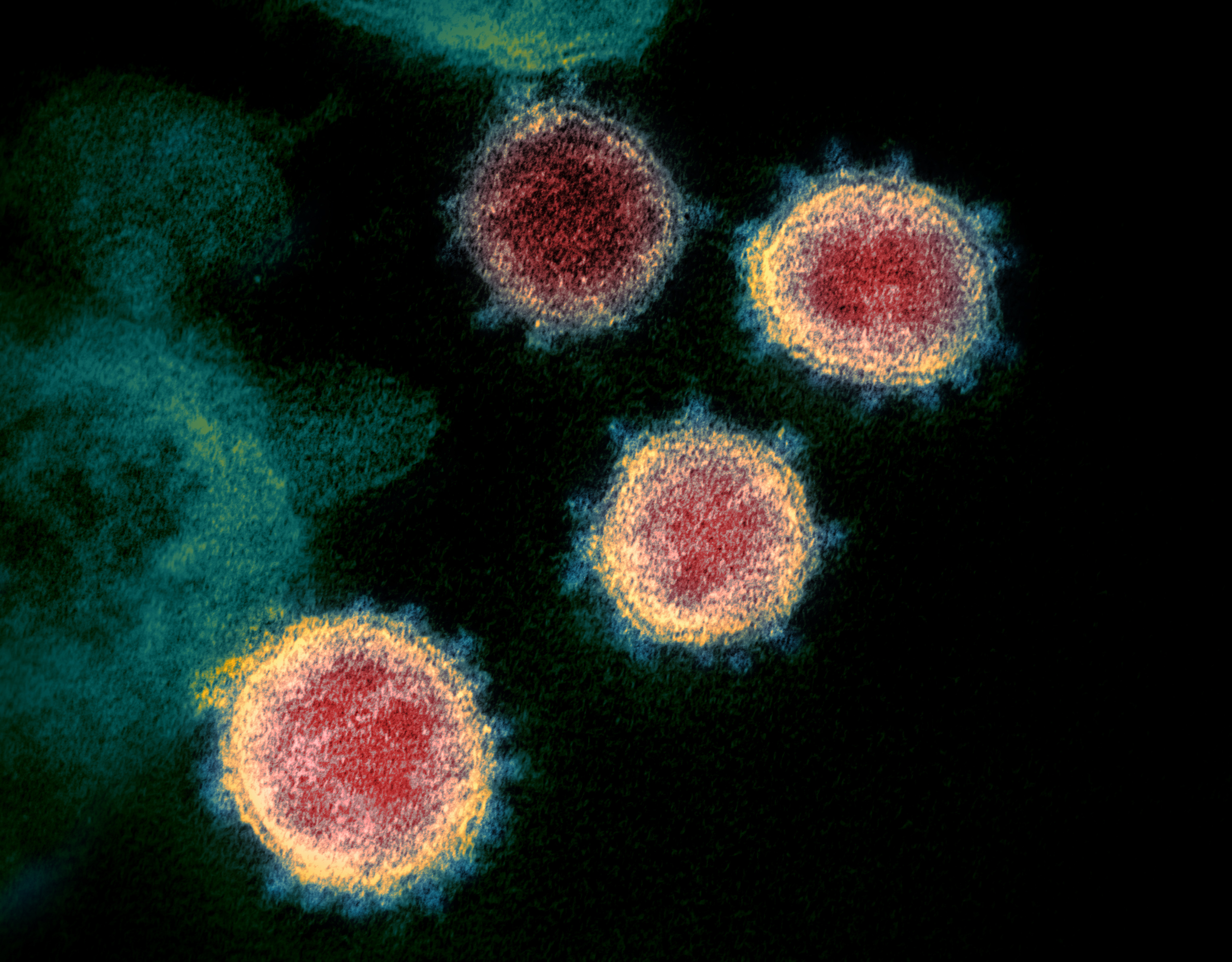
Imagen del SARS-CoV-2 captada a través de un microscopio electrónico de transmisión del Instituto Nacional de Alergias y Enfermedades Infecciosas.

El 10 de abril, en declaraciones para Canal N, el alcalde provincial de Huanta anunció la suspensión de las celebraciones por Semana Santa y carnavales de manera preventiva, por representar puntos de concentración masiva, propio de las épocas festivas de la región. El 19 de marzo, Iván Cisneros Quispe (gerente general del Gobierno Regional de Ayacucho (GRA)) y Elvin Díaz (titular de la Dirección Regional de Salud (Diresa) Ayacucho) informaron que el Ejecutivo transfirió S/ 1 111 692 al GRA para financiar las acciones de prevención, control, diagnóstico y tratamiento de la COVID-19 en la región andina, de los cuales S/ 716 494 serían destinados para el Hospital Regional de Ayacucho y S/ 395 198 para la Red Ayacucho Norte.
Primeros casos
El primer caso confirmado se registró el 29 de marzo en un varón de 46 años con residencia en el distrito de Carmen Alto de acuerdo con las declaraciones de las autoridades regionales Carlos Rúa Carbajal (gobernador), Gloria Falconí (vicegobernadora) y Elvyn Díaz. El paciente había estado de paseo por Lima a principios del mes y tras regresar a Ayacucho, mostró síntomas el 16 de marzo. El 24, se acercó a un establecimiento de EsSalud para someterse a un test de detección del virus. Al momento de confirmarse su enfemedad, se encontraba en Puquio (provincia de Lucanas) por motivos laborales, donde cumpliría el aislamiento pertinente en compañía de personal sanitario local. Se supo que también se dispuso la cuarentena para cinco miembros de su núcleo familiar.
Para el 15 de abril, la enfermedad ya se había expandido a la ciudad de Coracora (provincia de Parinacochas).

### 2021: Resurgimiento de una segunda ola
Antecedentes: Preparación ante posible segunda ola
Inicio
Variantes del SARS-CoV-2

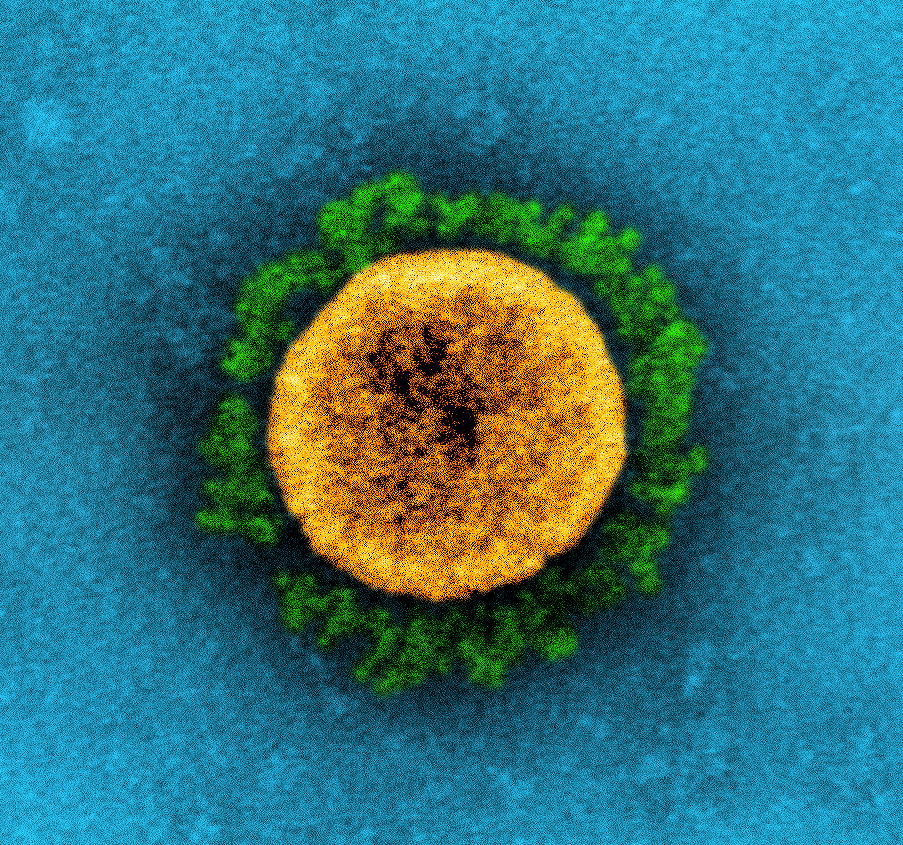
Imagen de la variante B.1.1.7 captada a través de un microscopio electrónico de transmisión del Instituto Nacional de Alergias y Enfermedades Infecciosas.

Fue así como la variante alfa identificada por primera vez en el Reino Unido empezó a propagarse a nivel nacional a finales de marzo, siendo. 
El 27 de marzo, el INS informó que venía recogiendo muestras en pacientes de ocho departamentos del país —entre los que se encontraba Ayacucho— para la detección mediante secuenciamiento genético de las variantes gamma (P.1), identificada por primera vez en Brasil y alfa (B.1.1.7), encontrada inicialmente en el Reino Unido, además de otras de menor relevancia. Más tarde, el jueves 7 de abril, mediante una publicación vía Twitter, el INS confirmó la presencia de la variante gamma en 10 regiones del país, incluida Ayacucho. En la jurisdicción, se efectuaron 40 muestras para distintas variantes, y se detectó la antedicha variante en el 20% de las pruebas (8 casos). Asimismo, la entidad aseguró que no se detectó circulación de la variante alfa en Ayacucho.

## Respuesta del gobierno

### Toque de queda

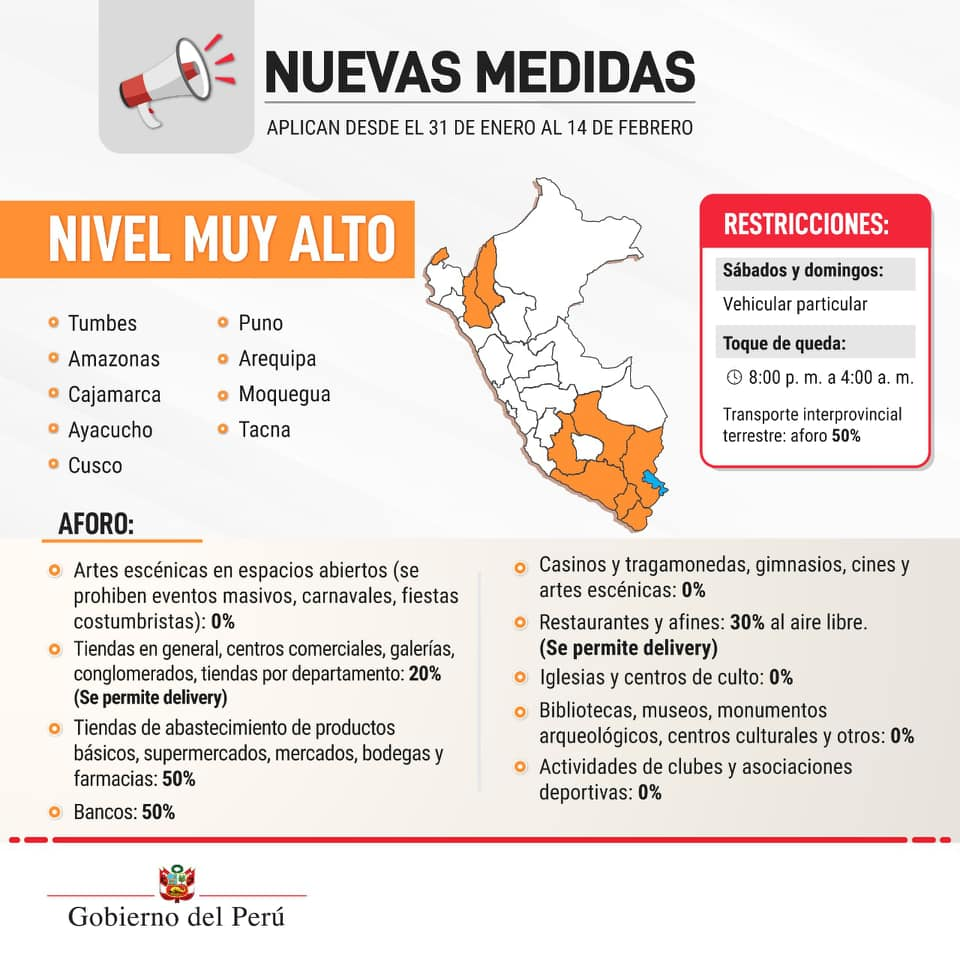
Nuevas medidas aplicadas por departamento del país, según el gobierno del Perú.

Hasta el 4 de abril, Carlos Rúa Carbajal informó a la ciudadanía que mil 846 personas desacataron la orden de inmovilización social dispuesta por el gobierno. El gobernador exhortó a la población a reflexionar ante el aumento de casos y acatar las restricciones.
| 4 |                           |                       |                           |  |  |  |  |  |  |  |  | 008 |
| 5 |                           |                       |                           |  |  |  |  |  |  |  |  | 008 |
| 6 |                           |                       |                           |  |  |  |  |  |  |  |  | 008 |
| \| Gobierno de Francisco Sagasti: Nivel de alerta: Extremo Gobierno de Pedro Castillo: Nivel de alerta: Extremo \| Nivel de alerta: Muy alto \| Nivel de alerta: Alto \| Nivel de alerta: Moderado \| |                           |                       |                           |  |  |  |  |  |  |  |  |     |
| Gobierno de Francisco Sagasti: Nivel de alerta: Extremo Gobierno de Pedro Castillo: Nivel de alerta: Extremo                                                                                          | Nivel de alerta: Muy alto | Nivel de alerta: Alto | Nivel de alerta: Moderado |  |  |  |  |  |  |  |  |     |

| Gobierno de Francisco Sagasti: Nivel de alerta: Extremo Gobierno de Pedro Castillo: Nivel de alerta: Extremo | Nivel de alerta: Muy alto | Nivel de alerta: Alto | Nivel de alerta: Moderado |

## Respuesta médica

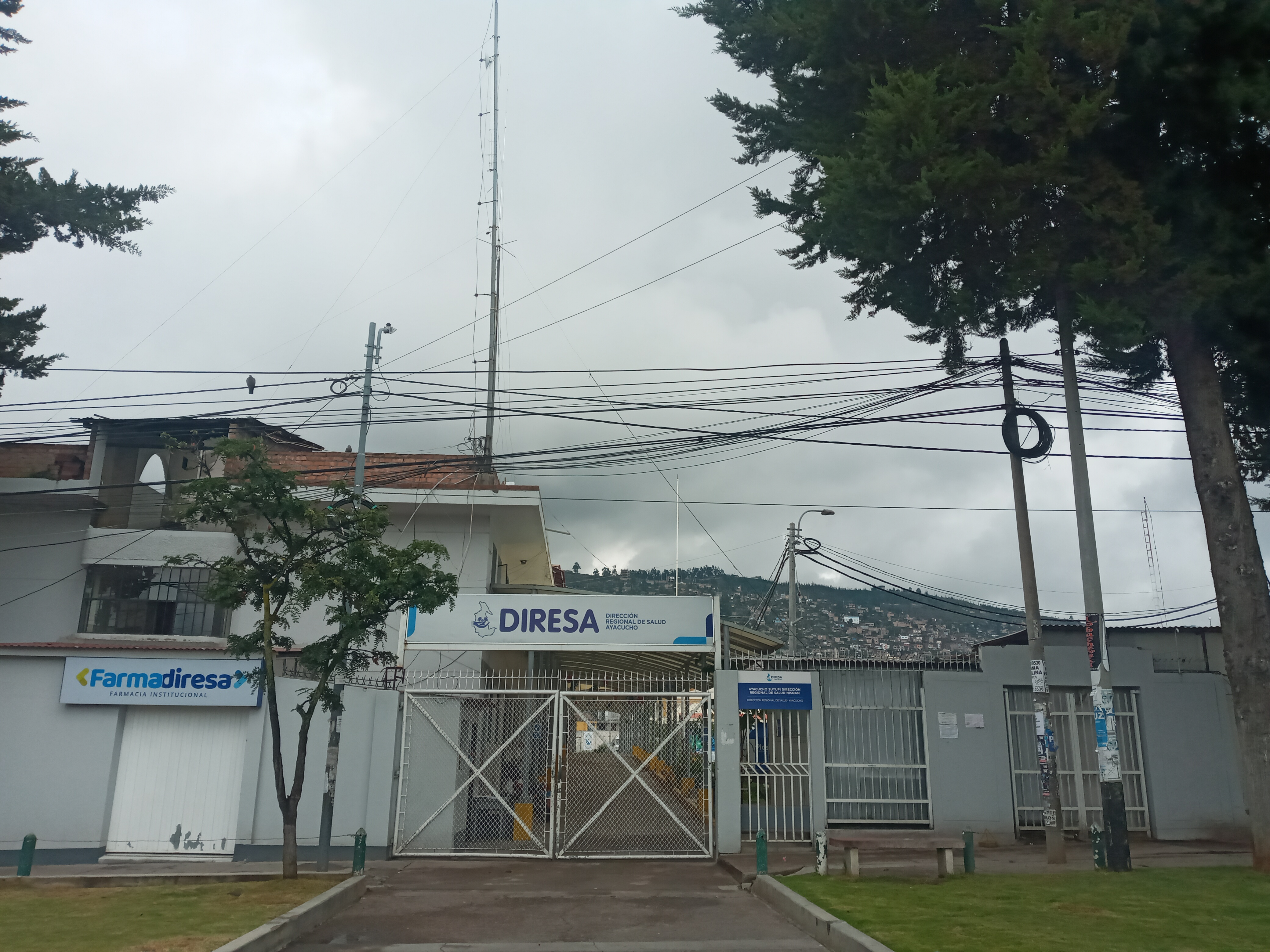
La Diresa local es el órgano responsable del sector sanitario a nivel regional. Desde mediados de 2020 busca disminuir el riesgo de transmisión del COVID-19 entre la población ayacuchana.

### Respiradores mecánicos
El brote por COVID-19 en el país ocasionó que los sistemas de salud de varios departamentos atravesaran un colapso sanitario, con lo cual las autoridades pertinentes tuvieron que emprender esfuerzos por la obtención de ventiladores mecánicos y otros insumos médicos a fin de poder superar la crisis de salud sin mayores dificultades. A principios de abril, el gobernador anunció a través de un mensaje a la región que Ayacucho contaba con 11 ventiladores mecánicos para la atención de los pacientes críticos, cifra que aumentó a 12 a fines del mes de acuerdo con un reporte defensorial de actuación durante la emergencia sanitaria.
Para el 7 de julio, el gobernador recibió 9 ventiladores mecánicos, 5 destinados para hospitales y otros 4 móviles tras gestiones con el Ejecutivo. Con esta dotación, estos implementos médicos ascenderían a 21 en la región.

## Impacto

### Educación
2020: Cierre nacional

«Aprendo en casa» fue la estrategia educativa a distancia que se empleó en los centros educativos estatales.

De acuerdo con el MINEDU, hasta el 20 de noviembre, 60 colegios de la región operaban bajo el sistema semipresencial.
2021: Reapertura progresiva
El 9 de agosto, 821 instituciones educativas reanudaron sus clases —ahora en la modalidad semipresencial— en el departamento.

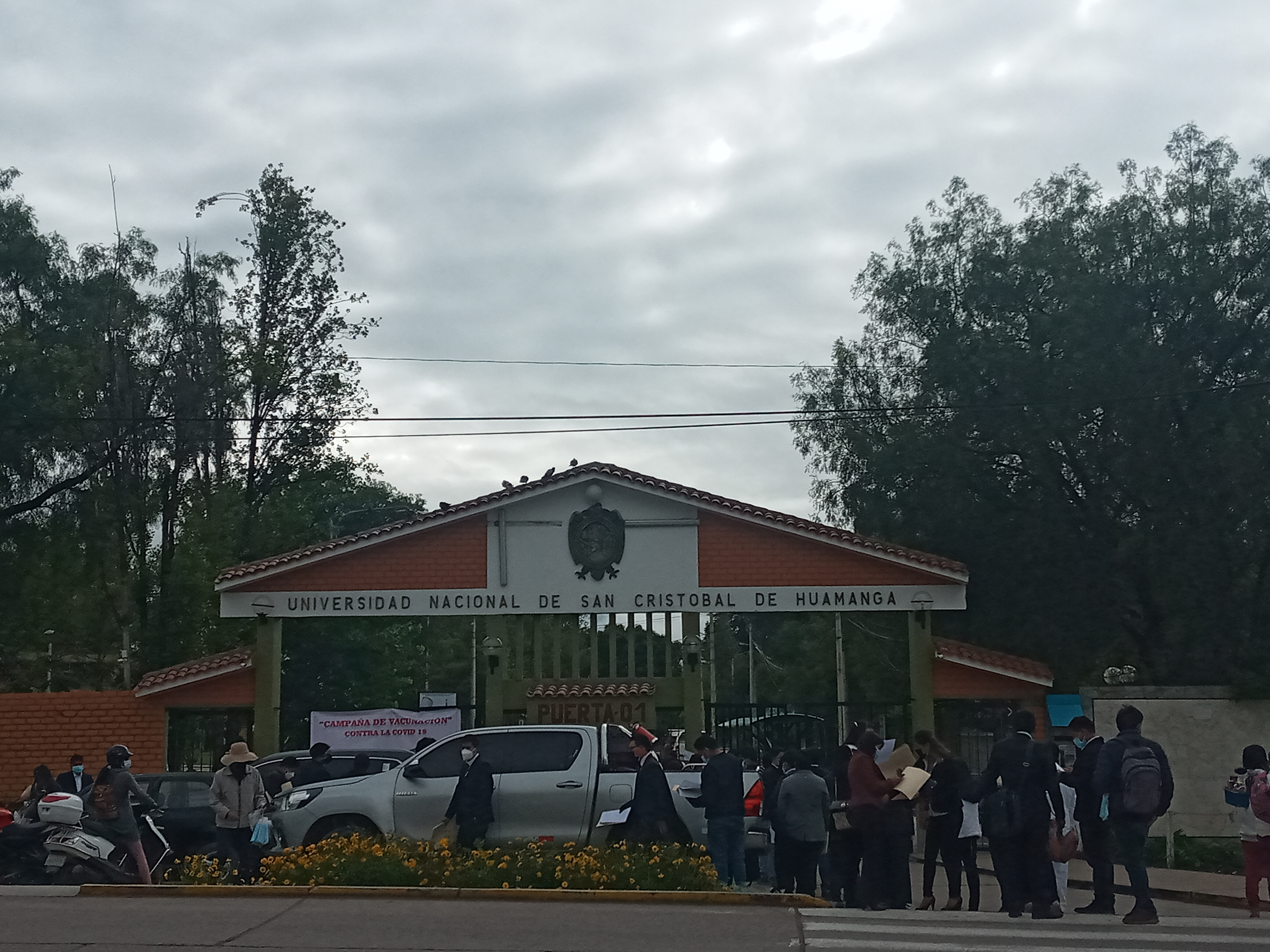
Durante 2 años, los estudiantes de la UNSCH llevaron sus clases en la modalidad virtual. En la fotografía, se ve a los universitarios retornando a las aulas de forma presencial en 2022.

2022: Retorno absoluto